# Красноармейск (Саратовская область)
Красноарме́йск (также Бальцер, нем. Balzer) — город в России, административный центр Красноармейского муниципального района Саратовской области. Население — 21 350 чел. (2021).

## География
Расположен на Прикаспийской низменности, в истоках реки Голый Карамыш (бассейн Медведицы), в 60 км к югу от Саратова. В 18 км от города расположена железнодорожная станция Карамыш Приволжской железной дороги.

## История
Основан в 1765 году как колония немецких переселенцев под названием Бальцер (Бальзер). За первые 2 года в колонии поселилось всего около 90 семей. Это были выходцы из Гессена, Пфальца, Изенбурга и других немецких земель и городов. По переписи 1768 года в колонии насчитывалось 377 человек. Первым старостой (форштегером) колонии стал крестьянин из Гессена Бальцер Бартули, имя которого было взято для названия самой колонии. Однако по указу от 26 февраля 1768 года «О наименованиях немецких колоний», колония получила официальное название Голый Карамыш, где Карамыш тюркское «мутный, илистый», а определение голый указывало на расположение в безлесой степной местности.
В середине XIX века официально назывался Голый Карамыш (Бальцер).
В 1918 году колония становится центром Голо-Карамышского уезда вновь образованной Трудовой коммуны Немцев Поволжья, с 1922 года — центр Голо-Карамышского (Бальцерского) кантона АССР немцев Поволжья.
В 1925 году колония Голый Карамыш официально преобразована в город Бальцер.
Город был одним из центров обучения ткацкому делу. Обучение проводилось в учебно-показательной ткацкой мастерской. По окончании данного учебного заведения выпускники распределялись в ткацкие артели.
7 сентября 1941 года после ликвидации АССР немцев Поволжья город становится административным центром Бальцерского района в составе Саратовской области.
В 1942 году переименован в Красноармейск.
С 1942 года по 1945 год в Красноармейске располагалось Энгельсское пулемётное училище. Ему были переданы помещения в административных, образовательных и культурных учреждениях, а учебные полигоны располагались за городом. Училище состояло из пяти батальонов, в каждый из которых входили по четыре учебных роты. Возглавлял училище подполковник Яков Андреевич Мартыненко. Училище готовило для фронта командиров среднего звена, многие из которых были награждены высокими государственными наградами. События тех лет нашли отражение в творчестве писателя Юрия Грибова, окончившего училище в 1945 году.
1 февраля 1963 года город Красноармейск отнесён к категории городов областного подчинения.

## Население
| 1767    | 1773    | 1788    | 1798    | 1816    | 1834    | 1850    | 1859    | 1886    | 1897    | 1905    |
| ------- | ------- | ------- | ------- | ------- | ------- | ------- | ------- | ------- | ------- | ------- |
| 377     | ↗479    | ↗682    | ↗1195   | ↗2258   | ↗3641   | ↗4640   | ↗5768   | ↗7266   | ↗9600   | ↗11 326 |
| 1911    | 1920    | 1923    | 1926    | 1931    | 1932    | 1933    | 1935    | 1939    | 1959    | 1967    |
| ↘10 339 | ↘9539   | ↗9725   | ↗12 400 | ↗13 400 | ↗14 860 | ↗15 800 | ↘15 665 | ↗15 769 | ↘13 552 | ↗16 000 |
| 1970    | 1979    | 1989    | 1992    | 1996    | 1998    | 2001    | 2002    | 2003    | 2005    | 2006    |
| ↗17 520 | ↗17 621 | ↗24 055 | ↗24 800 | ↗25 800 | ↗25 900 | ↘25 600 | ↘25 411 | ↘25 400 | ↘25 100 | ↘24 900 |
| 2007    | 2009    | 2010    | 2011    | 2012    | 2013    | 2014    | 2015    | 2016    | 2017    | 2018    |
| →24 900 | ↘24 714 | ↘24 364 | ↘24 330 | ↘24 034 | ↘23 858 | ↘23 736 | ↘23 609 | ↘23 468 | ↘23 296 | ↘22 994 |
| 2019    | 2020    | 2021    |         |         |         |         |         |         |         |         |
| ↘22 617 | ↘22 319 | ↘21 350 |         |         |         |         |         |         |         |         |

На диаграмме подробно видно изменение численности
На 1 января 2024 года по численности населения город находился на 629-м месте из 1119 городов Российской Федерации.
Национальный состав
В городе выделяется 1,9 % поволжских немцев.

## Промышленность
В городе имеются фабрики: ткацкая (закрыта), швейная, трикотажная (ЗАО ЦМС «Евразия»); заводы: ОАО «Красноармейский механический завод», предприятие по производству автомобильных автозапчастей «Вилис-авто», маслобойный (закрыт), керамический (до 2002 года — кирпичный). Керамическому (бывшему кирпичному) заводу принадлежит узкоколейная железная дорога. Её можно считать одной из главных достопримечательностей города. Это единственная узкоколейная железная дорога в Саратовской области, на ней работает (по состоянию на 2006 год) уникальный самодельный локомотив, который возит из карьера глину в цех по переработке.

## Транспорт
Только автомобильное и автобусное сообщение. . Ближайшая железнодорожная станция Бобровка на линии Саратов — Петров Вал находится в 12 километрах от города.
Ранее действовала ведомственная железнодорожная ветка Карамыш — Красноармейск. Разобрана в 1990-е годы.

## Средства массовой информации
В городе выходит газета «Новая Жизнь», которая является официальным органом Красноармейского муниципального образования. У газеты есть свой сайт в сети Интернет — «Новая Жизнь».
101.8 — Радиостанция Милицейская волна

## Достопримечательности
В городе находится несколько памятников. Памятник в честь земляков, участвовавших в ликвидации последствий Чернобыльской аварии. Памятник погибшим в локальных войнах (открыт в 2012 году). Памятник курсантам Энгельсского пулемётного училища (открыт в 2014 году).
Филиал Саратовского областного музея краеведения. Музей открылся 6 ноября 1987 года. Коллекция музея составляет около 9 тысяч единиц хранения и освещает все периоды истории города и немецкого Поволжья.
Уникальные дома старинной немецкой постройки из красного и жёлтого кирпича местной глины — до сих пор рецепты растворов их кладок не известны. Они сосредоточенны большей частью в центре города, и построены преимущественно на рубеже XIX и XX веков как учебные и промышленные заведения, а также особняки.
Детская летняя база отдыха в дубровой роще «Дубрава» — недалеко от берега реки Волги, на месте бывшей графской усадьбы с любимым детьми, потрясающими размерами и геометрией, куполовидным сооружением «Графского» родника.
Ширина реки Волги у бывшего купеческого села Золотое (названо бурлаками по месту денежного расчёта) достигает в моменты перекрытия плотины Волжской ГЭС 19,6 километра.

## Известные земляки
- Вебер, Яков Яковлевич — российский художник, заслуженный художник АССР немцев Поволжья[30].
- Гекман, Александр Иоганнесович — советский партийный и государственный деятель[31][32].
- Альтергот, Вольдемар Фридрихович — советский учёный-фитофизиолог, доктор биологических наук (1966), профессор (1967), заслуженный деятель науки РСФСР (1978)[30].
- Владимир Валерианович (Валерьянович) Аксёнов — хозяйственный и государственный деятель. Председатель Камышинского городского исполнительного комитета Сталинградской области. Первый секретарь Камышинского горкома КПСС Волгоградской области. Организатор строительства и первый директор Светлоярского, крупнейшего в мире комбината белково-витаминных концентратов.[33]
- Лидия Валериановна (Валерьяновна) Аксёнова — советский, молдавский дирижёр, педагог, теоретик дирижирования, музыкальный писатель, первая женщина дирижёр симфонического оркестра в Молдавии, первый профессор хорового дирижирования в Молдавии, Заслуженный деятель искусств Молдавии.[34]

## Фотогалерея

### Город на фотографиях
- Виды города
- Аллея Героев
- Храм Петра и Павла
- Козий парк
- Парк культуры и отдыха
- Районный Дом культуры

### Здания города
- Здания города
- Здание по ул Ленина
- Районный суд
- Детский дом
- Администрация
- Центр занятости